# Gimigliano
Gimigliano (Ghimiglianu in calabrese) è un comune italiano di 2 956 abitanti della provincia di Catanzaro in Calabria.

## Geografia fisica
Gimigliano è posto sul versante meridionale della Sila Piccola, su un monte ("Monte San Salvatore") che si affaccia sulla valle del Corace. Esistono due distinte località, ciascuna delle quali può essere considerata nucleo urbano di Gimigliano: Gimigliano superiore (in dialetto "Susu") e Gimigliano inferiore (in dialetto "Jiusu").

### Geologia
La zona di Gimigliano è alquanto complessa dal punto di vista geologico, ed è stata oggetto di numerosi studi, per la coesistenza di rocce di differente origine, natura ed età. Ne sono espressione la presenza di due pietre che sono state utilizzate fino a un recente passato in edilizia: il "marmo rosa" (marmo persichino) e la "pietra verde", una roccia metamorfica (ofiolite) molto comune nel massiccio del Reventino. Walter Álvarez ha ipotizzato che queste ultime formazioni si siano originate durante le fasi di chiusura dell'Oceano Tetide, per la collisione della Placca africana con quella euroasiatica che ha dato origine alle catene montuose delle Alpi, si siano staccate dalle Alpi e siano state trasportate nella posizione attuale.

## Storia
Il monte San Salvatore cominciò a essere popolato alla fine del IX secolo verosimilmente da immigrati delle coste ioniche che cercavano rifugio dalle incursioni dei Saraceni. I due nuclei urbani si formarono in seguito all'invito del generale bizantino Niceforo Foca il vecchio, durante la vittoriosa campagna nel biennio 885-886, a stabilirsi in kastellion, borghi posti sulle alture più facilmente difendibili grazie alla configurazione naturale del terreno,. Nei secoli seguenti le vicende politiche di Gimigliano furono le stesse di quelle di Tiriolo: nel 1481 fu acquistata dai Carafa di Soriano, che nel 1630 la vendettero alla famiglia dei Cicala, la quale resse il paese fino al 1806, anno in cui, per la legge 24 del 2 agosto 1806, fu abolita la feudalità. Nel 1807, l'anno in cui Gimigliano ottenne l'autonomia amministrativa, l'abitato venne dato alle fiamme dai francesi di Giuseppe Bonaparte.

### Simboli
Lo stemma, riconosciuto con DPCM del 23 gennaio 1951, è «d'azzurro (campo di cielo), al San Giuseppe uscente a mezzo busto da tre monti di verde, posti in punta.»
Il gonfalone è un drappo di bianco.

## Società

### Evoluzione demografica
Abitanti censiti

### Tradizioni e folclore
La festa della Madonna di Porto ha una durata di tre giorni. Il rituale civile-religioso inizia la domenica di Pentecoste e si conclude la sera del martedì.
Si celebra la Madonna di Porto, che è stata proclamata patrona della provincia di Catanzaro, il cui quadro acheropita è custodito nella Chiesa Madre "SS. Salvatore" di Gimigliano.

## Infrastrutture e trasporti
Il comune è interessato dalle seguenti direttrici stradali:
- Strada provinciale 34\1
- Strada provinciale 40 bis

## Economia

### Artigianato
Tra le attività più tradizionali e rinomate vi sono quelle artigianali, che si distinguono per l'arte della tessitura, finalizzata alla realizzazione di arazzi e di coperte.